# "Show me the way"
「"Show me the way"」（ショー・ミー・ザ・ウェイ）は、男性4人組ダンスユニットLeadが2002年10月17日に発売した2枚目のシングルである。

## 概要
初回封入特典は"Show me the way"発売記念イベント参加券、Lead特製トレーディングカード1枚（全5種）、Leadオリジナル待ち受け画面・壁紙がダウンロードできるURL掲載。
本作からコピーコントロールCD仕様となる。
初のトップ10入りを果たした。この曲で『HEY!HEY!HEY! MUSIC CHAMP』に初出演を果たした。本作で2002年第44回日本レコード大賞新人賞を受賞。

## 収録曲
1. "Show me the way" (4:02)
（作詞、作曲、編曲：笹本安詞）
TBS系『サンデージャポン』エンディング・テーマ
2. Step by Step (3:59)
（作詞：阿久津健太郎 / ラップ詞：KATSU / 作曲、編曲：笹本安詞）
3. "Show me the way" (Led on Remix) (4:44)
（リミックス：COLDFEET）
4. "Show me the way" (Instrumental) (4:02)